# Saxifraga consanguinea
Saxifraga consanguinea är en stenbräckeväxtart som beskrevs av William Wright Smith. Saxifraga consanguinea ingår i Bräckesläktet som ingår i familjen stenbräckeväxter. Inga underarter finns listade i Catalogue of Life.